# Zbigniew Sajkowski
Zbigniew Sajkowski (ur. 27 kwietnia 1948 w Kamieńcu Ząbkowickim, zm. w marcu 2004) – polski urzędnik państwowy, menedżer i politolog, doktor nauk humanistycznych, wiceprezes Głównego Komitetu Kultury Fizycznej i Turystyki, w latach 1989–1989 podsekretarz stanu w Ministerstwie Edukacji Narodowej.

## Życiorys
Syn Wieńczysława i Walerii. Ukończył studia wyższe, obronił doktorat z zakresu politologii. Należał do Polskiej Zjednoczonej Partii Robotniczej, zajmował stanowisko starszego inspektora (1981) i kierownika (1982) Wydziału Nauki, Oświaty i Kultury Komitetu Wojewódzkiego PZPR we Wrocławiu. W drugiej połowie lat 80. był wiceprezesem Głównego Komitetu Kultury Fizycznej i Turystyki. Od 1 grudnia 1988 do 9 października 1989 pełnił funkcję podsekretarza stanu w Ministerstwie Edukacji Narodowej. Po 1989 zajął się prowadzeniem Fundacji Nauki Języków Obcych „Linguae Mundi”, prowadzącej szkołę językową. W 1990 został także dyrektorem generalnym spółki Art-B.
Odznaczony Krzyżem Komandorskim Orderu Odrodzenia Polski (2000).